# Stéarate d'ascorbyle
Le stéarate d'ascorbyle (C24H42O7) est un ester formé d'acide ascorbique et d'acide stéarique. À côté de son usage comme source de vitamine C, il est aussi utilisé pour ses propriétés antioxydantes comme additif alimentaire dans les margarines. L'USDA limite son usage à 0,02 % individuellement ou combiné à d'autres antioxydants. Son utilisation est interdite en France (antioxydant E305).